# Phare de Punta Izopo

Le phare de Punta Izopo (en espagnol : Faro de Punta Izopo) est un phare actif situé à 15 km au nord-est de Tela, dans le Département d'Atlántida au Honduras.

## Situation
Le phare est situé à l'extrémité de Punta Izopo (ceb) dans le parc national Punta Izopo (es).

## Description
Ce phare est une tour métallique pyramidale à claire-voie, avec une galerie et une balise de 15 m de haut. La tour est peinte en blanc. Il émet, à une hauteur focale de 40 m, un éclat blanc par période de 5 secondes. Sa portée est de 20 milles nautiques (environ 37 km).
Identifiant : Amirauté : J5999 - NGA : 110-16440 .
|                   |
| Carte du Honduras |

### Lien connexe
- Liste des phares du Honduras